# 大矢野島
大矢野島（おおやのじま）は、熊本県の天草諸島の北端にあり、天草の玄関口になる島である。同諸島では天草下島・天草上島についで3番目に大きい。人口は14,729人（2005年国勢調査）で、上天草市の全人口の半数近くが住んでいる。面積は29.88km2。
国道266号の「天草パールライン」が通り、天草五橋1号橋で九州本土の宇土半島と、また二号橋～五号橋で天草上島と結ばれている。
島の一部は雲仙天草国立公園、三角大矢野海辺県立公園に含まれる。
クルマエビ・ハマチ・タイ・真珠等の養殖が盛んである。
中世には天草五人衆の大矢野氏が支配していた。

## 行政
熊本県上天草市に属する。2004年の合併前は大矢野町の一部であった。

## 自然
山
飛岳（229m）、柴尾岳（228m）、大矢野岳（124m）

## 観光・レジャー
- 天草松島 - 大矢野島と天草上島の間の大小約20の風光明媚な島々。天草五橋のうち二号橋から五号橋までが永浦島・池島・前島に架かる。
- 天草四郎公園・天草四郎メモリアルホール - 天草四郎は大矢野島で生まれたといわれる。
- 藍のあまくさ村
- スパ・タラソ天草
- 天門橋展望所
- 海の駅大矢野物産館さんぱ～る
- 弓ヶ浜温泉 (熊本県)
- 柳海水浴場
- 宮津海水浴場
- 鳩之釜海水浴場
- 弓ヶ浜海水浴場
- 白涛海水浴場
- キャンパスキャビン白寿
- 大矢野海上釣センター
- 2号橋釣センター
- 大矢野マリーナ
- イースタンマリーナ
- 天草パールラインマラソン（毎年3月の第2日曜日に開催）

## 交通

### 道路
国道
国道266号
一般県道
熊本県道107号満越城本線
- 橋
  - 天門橋（天草五橋の1号橋。宇土半島との間の三角ノ瀬戸に架かる。国道266号の一部になっている）
  - 大矢野橋（天草五橋の2号橋。永浦島との間の満越ノ瀬戸に架かる。国道266号の一部になっている）
  - 西大維橋（野牛島との間に架かる。東大維橋を経て維和島に至る）

### バス
- 九州産交バス・産交バス
  - 快速・超快速「あまくさ号」 熊本桜町バスターミナル - 三角 - さんぱーる - 松島 - 本渡
  - 普通便 三角-さんぱーる線
  - 普通便 さんぱーる-瀬高・松島線
  - 普通便 さんぱーる-蔵々・下山線
  - SUNまりんバス（コミュニティバス）

## 島出身の著名人
- 天草四郎 - 江戸時代初期のキリシタンで、島原の乱の指導者。